# Lamotrigin
Lamotrigin ist ein in Deutschland seit 1993 für Patienten ab 2 Jahren zugelassener Arzneistoff aus der Gruppe der Antiepileptika. Neben der Therapie von Epilepsie wird es auch bei Depressionen eingesetzt. Entwickelt und erstvertrieben wurde Lamotrigin von GlaxoSmithKline. Seit Juni 2005 ist es als Generikum erhältlich.

## Pharmakologie

### Pharmakodynamik (Wirkmechanismus)
Lamotrigin blockiert Natrium- und spannungsabhängige Calciumkanäle der Nervenzellen und verhindert die Freisetzung der erregenden Neurotransmitter Aspartat und Glutamat. So können sich Reize nur noch vermindert von einer Nervenzelle zu einer anderen ausbreiten. Die durch Lamotrigin bewirkte Hemmung neuronaler α4β2-nACh-Rezeptoren – wahrscheinlich via Lumenblockade – könnte zur antiepileptischen Wirkung beitragen. Im Depressionsmodell werden Werte von BDNF und VEGF durch Lamotrigin günstig beeinflusst.

## Einsatzgebiete
In der Epilepsiebehandlung führt es bei 40–60 % der Patienten zu einer Anfallsfreiheit. Allerdings zeigen Erfahrungen, dass die Wirksamkeit bei Myoklonien herabgesetzt sein kann.
Neben der Epilepsiebehandlung wird es vor allem zur Prophylaxe von rezidivierenden Depressionen und von depressiven Zuständen bei einer bipolaren Störung eingesetzt. Bei der Behandlung von Manien zeigt es dagegen eher geringe Effekte. Lamotrigin wirkt stimmungsstabilisierend („mood-stabilizer“) und reiht sich damit bei den Phasenprophylaktika ein. Durch die membranstabilisierende Eigenschaft von Lamotrigin wird es neben anderen Antiepileptika (Phenytoin, Valproinsäure, Carbamazepin) auch bei Neuromyotonien (z. B. dem seltenen Isaac-Syndrom) eingesetzt.
Zudem wurde in einer Studie von Schlaganfallpatienten bei 30 % der Beteiligten eine Minderung der Schmerzen beobachtet.
Ebenfalls wird eine gute Wirksamkeit bei HIV-assoziierter Polyneuropathie beschrieben. Auch wenn die Wirksamkeit von Lamotrigin bei neuropathischen Schmerzen in Frage zu stellen ist, empfiehlt der Gemeinsame Bundesausschuss seit 2013 den Off-Label-Use von Lamotrigin bei neuropathischen Schmerzen.
In jüngerer Zeit wird das Mittel von Neurologen auch gegen Migräne eingesetzt – allerdings nicht gegen die Kopfschmerzen, sondern in Fällen, in denen die Migräneaura (neurologische Ausfälle, Lähmungserscheinungen, Gesichtsfeldausfälle aufgrund der Migräne) im Vordergrund steht.
Auch die Kombination mit Serotonin-Wiederaufnahmehemmern zur besseren Behandlung von Depersonalisations- und Derealisationssymptomen wird untersucht, wobei Lamotrigin alleine jedoch keine Wirkung gegen diese Symptome zeigt.
Lamotrigin wird außerdem erfolgreich in der Behandlung der seltenen Halluzinogen-induzierten persistenten Wahrnehmungsstörung eingesetzt. Beim ebenfalls seltenen Visual Snow Syndrom kann Lamotrigin wie auch andere Präparate Besserung bringen.

## Verträglichkeit, bekannte Nebenwirkungen
Lamotrigin ist in der Regel gut verträglich. Infolge von zu schneller Aufdosierung kann es aber zu gefährlichen Haut- und Schleimhautreaktionen (Exanthem, exfoliative Dermatitis, Stevens-Johnson-Syndrom) kommen.
In seltenen Fällen sind als Nebenwirkungen Doppelbilder, Schwindelgefühl, Kopfschmerzen, Übelkeit, Störungen im Bewegungsablauf (Ataxie), Muskelzittern (Tremor), Lyell-Syndrom (Syndrom der verbrühten Haut), Agranulozytose, Schlafstörungen oder Verhaltensstörungen beschrieben.
Die US-amerikanische Arzneimittelbehörde (Food and Drug Administration, FDA) informierte am 25. April 2018 über das seltene aber schwerwiegende Risiko der hämophagozytischen Lymphohistiozytose (HLH) im Zusammenhang mit Lamotrigin, die durch eine Überaktivierung des Immunsystems lebensbedrohlich werden kann. Die HLH kann innerhalb von Tagen bis Wochen nach Behandlungsbeginn auftreten.
In 3 % der Fälle kann es zu einer paradoxen Anfallshäufung kommen (Rebound-Anfälle).
Eine Leberschädigung zu Beginn der Behandlung kann nicht ausgeschlossen werden. Deshalb sollte gerade zu Beginn der medikamentösen Therapie die Leberfunktion überwacht werden.
Sollten nach acht Behandlungswochen keine der Nebenwirkungen aufgetreten sein, kann davon ausgegangen werden, dass das Medikament vertragen wird. Ausnahmen sind die Umstellung von einem anderen Medikament, gleichzeitige Einnahme anderer Arzneimittel und leichteren Symptomen kurz nach einer Aufdosierung.

## Wechselwirkungen
Das Schmerzmittel Paracetamol kann den Lamotrigin-Abbau im Körper erhöhen. Als Alternative bieten sich hier Schmerzmittel mit dem Wirkstoff Ibuprofen an.
Auch eine Malaria-Therapie bzw. Prophylaxe kann zur Minderung der Wirksamkeit des Lamotrigins oder des Anti-Malaria-Wirkstoffes führen.
Ebenfalls können Wechselwirkungen mit Rifampicin auftreten, die die Verfügbarkeit um bis zu 40 % senken.
Bei einer Therapie mit Lamotrigin und anderen Antiepileptika kann es zu vermehrten Nebenwirkungen kommen.
Bei einer Carbamazepintherapie wird Lamotrigin schneller abgebaut, da Carbamazepin ein Enzyminduktor ist. Es muss daher mehr Substanz genommen werden. Ebenso verhält es sich bei Medikamenten mit den Wirkstoffen Phenytoin, Phenobarbital und Primidon.
Bei einer Valproinsäuretherapie (Inhibitor) wird Lamotrigin langsamer abgebaut. Um Nebenwirkungen zu vermeiden, muss Lamotrigin in Kombination mit Valproinsäure viel langsamer aufdosiert werden.
Die Lamotriginkonzentration im Plasma wird durch die Einnahme der Antibabypille gestört. Die Einnahme der Pille reduziert den Lamotrigin-Spiegel um bis zu 50 %. Es können vermehrt Anfälle auftreten. Absetzen der Pille führt zu einem Spiegelanstieg, so dass die Nebenwirkungsrate steigt.
Lamotrigin kann umgekehrt eventuell auch die Wirksamkeit hormoneller Verhütungsmittel stören, da das Gestagen Levonorgestrel schneller abgebaut wird. Daher sollten die Patientinnen angehalten werden, über Veränderungen in ihrem Menstruationsmuster, d. h. Durchbruchblutungen, sofort zu berichten. Für andere Gestagene liegen keine Daten vor.

## Handelsnamen
Monopräparate
Gerolamic (A), Lamictal (D, A, CH), Lamotribene (A), zahlreiche Generika (D, A, CH)